# To Love, To Heal
To Love, To Heal (Chino: 我站在桥上看风景), es una serie de televisión china transmitida del 23 de enero del 2018 hasta el 28 de marzo del 2018 por medio de Hunan TV y Mango TV.

## Sinopsis
La profesora Xiao Shui Guang, es una mujer que siempre está sonriendo y luce brillante pero se deprime después de perder a su novio dos años atrás. Más tarde debido a un incidente en la escuela, ella conoce al hermano mayor de uno de los estudiantes, Zhang Zheng Lan, quien es el jefe de una compañía de juegos.
En el proceso, Zheng Lan descubre que Shui Guang fue quien le dio una idea para un juego y comienza a acercarse a ella. Pronto se da cuenta de que Shui Gang se encerró a sí misma después del incidente de la muerte de su novio, por lo que ha estado en un modo depresivo durante mucho tiempo, por lo que promete protegerla mientras ella protege su propio secreto.
Poco a poco ambos comenzarán a enamorarse.

## Reparto

### Personajes principales
| Actor        | Personaje      | Nº de episodios | Notas                                                |
| ------------ | -------------- | --------------- | ---------------------------------------------------- |
| Jiang Chao   | Zhang Zhenglan | 40              | Es el jefe de la compañía de juegos "Leiting Games". |
| Li Xirui     | Xiao Shuiguang | 40              | Es una profesora de Kendō.                           |
| Pang Hanchen | Luo Zhi        | -               |                                                      |
| He Ruixian   | Jiang Yuru     | -               |                                                      |

### Personajes secundarios
| Actor          | Personaje       | Nº de episodios | Notas |
| -------------- | --------------- | --------------- | --- |
| Zhao Xudong    | Ruan Qi         | -               | |
| Song Yixing    | Lin Jiajia      | -               | Es una maestra de Kendō y amiga de Xiao Shuiguang. |
| Qi Hang        | Liang Chengfei  | -               | |
| Chen Sicheng   | Zhang Tianhao   | -               | Es el hermano menor de Zhang Zhenglan y un alumno de la clase de Kendō de Xiao Shuiguang, Tianhao sale lastimado durante una clase luego de que Shuiguang se distrajera. |
| Xiang Yingxuan | Jia Qi          | -               | |
| Ji Dongran     | Jiang Daguo     | -               | Es un empleado en "Leiting Games" y amigo de Zhang Zhenglan. |
| Tian Yu        | Jin Guanzhang   | -               | |
| Cao Bingkun    | Li Guodong      | -               | Es un empresario de una pequeña compañía que dice estar dispuesto en invertir en el juego "The Quest" de la compañía "Leiting Games", pero que en realidad intenta bloquear sus intentos por desarrollar el videojuego ya que su compañía está creando uno similar y así obtener las ganancias. |
| Sun Wanting    | Yu Jingqin      | -               | Es el amigo de Yu Jinglan. |
| Zhang Shen     | Jiang Rutian    | -               | |
| Gong Lei       | Lei Yu          | -               | |
| Qiao Hong      | Su Shan (Susan) | -               | |
| Shi Changqing  | Chen Yisheng    | -               | |
| Kuang Xiaotong | Ye Mei          | -               | |
| Yan Xiao       | Zhen Ni (Jenny) | -               | |
| Liu Kesong     | Wu Jun          | -               | |
| Gong Xiaoxuan  | -               | -               | Es la madre de Xiao Shuiguang. |
| Gao Dawei      | Jefe Chen       | -               | |

### Otros personajes
| Actor      | Personaje    | Nº de episodios | Notas                                                                       |
| ---------- | ------------ | --------------- | --------------------------------------------------------------------------- |
| Huang Ming | Yu Jinglan   | 1               | Es el novio de Xiao Shuiguang, quien muere en un accidente automovilístico. |
| -          | Oficial Wang | 1               | Es el encargado de avisarle a la familia de Jinglan de su fallecimiento.    |
| -          | Yueguang     | -               |                                                                             |

## Episodios
La serie estuvo conformada por 40 episodios, los cuales fueron emitidos todos los martes y miércoles de las 22:00 a las 00:00hrs.

## Producción
También es conocida como "Wo Zhan Zai Qiao Shang Kan Feng Jing".
La serie fue dirigida por Yuan Xiao Man (袁晓满) y contó con los escritores Gu Xi Jue (顾西爵) y Jin Guo Dong (金国栋). 
La producción estuvo a cargo de Zhang Wei (张维) y Jiang Min Hao (江敏昊).
Las filmaciones finalizaron en diciembre del 2017 y la serie fue emitida a través de Hunan TV y Mango TV.